# Nagibovo
Nagibovo (in lingua russa Нагибово) è un centro abitato dell'Oblast' autonoma ebraica, situato nell'Oktjabr'skij rajon.